# Fischbach/Rhön
Fischbach/Rhön – dzielnica miasta Kaltennordheim w Niemczech, w kraju związkowym Turyngia, w powiecie Wartburg. Do 30 grudnia 2013 samodzielna gmina wchodząca w skład wspólnoty administracyjnej Oberes Feldatal. Leży w górach Rhön.

## Współpraca
Miejscowość partnerska:
- Oberelbert, Nadrenia-Palatynat